# Ceriana plaumanni
Ceriana plaumanni är en tvåvingeart som först beskrevs av Charles Howard Curran 1941.  Ceriana plaumanni ingår i släktet griffelblomflugor, och familjen blomflugor. Inga underarter finns listade i Catalogue of Life.